# 汪鳴鸞
汪鳴鸞（？—1593年），字律初，號咸池，直隸徽州府婺源縣（今江西婺源縣）人，明朝文人。萬曆解元，聯捷進士。方授職，意外身故。

## 生平
汪鳴鸞少負才名，深得婺源知縣萬國欽賞識。萬曆十九年（1591年）中式辛卯科應天鄉試第一名舉人。萬曆二十年（1592年）聯捷第三甲第一百六十四名進士，都察院觀政。逢浴佛節，與友人至寺廟登高，火起墜樓，心悸而死。

## 家族
曾祖父汪存信；祖父汪毓魁；父親汪天曉。